# Norrtälje kommun
Norrtälje kommun är en kommun i Stockholms län. Centralort är Norrtälje.
Området som utgör kommunen har en uppsprucken berggrund. Barrskog och barrblandskog dominerar i västra Norrtälje men mot kusten övergår skogen i lövskog. Innerskärgården är lummig medan andra delar av skärgården uppvisar karga skär. I början av 2020-talet fanns de flesta av kommunens arbetstillfällen inom den offentliga sektorn, med arbetsgivare som kommunen och Norrtälje kriminalvårdsanstalt. 
Sedan kommunen bildades 1971 har befolkningstrenden varit starkt positiv. Kommunen har historiskt haft flertalet borgerliga styren, men maktskiften har förekommit. Socialdemokraterna har lyckats bilda styren under 4 av 10 mandatperioder sedan valet 1988 .

## Administrativ historik
Kommunens område motsvarar socknarna: Björkö-Arholma, Blidö, Edebo, Edsbro, Estuna, Fasterna, Frötuna, Gottröra, Husby-Lyhundra, Häverö, Lohärad, Länna, Malsta, Närtuna, Riala, Rimbo, Roslags-Bro, Rådmansö, Rö, Singö, Skederid, Söderby-Karl, Ununge, Väddö och  Vätö. I dessa socknar bildades vid kommunreformen 1862 landskommuner med motsvarande namn. Inom området fanns även Norrtälje stad som 1863 bildade en  stadskommun.
Rimbo municipalsamhälle inrättades 31 december 1914 och upplöstes vid årsskiftet 1957/1958.
Vid kommunreformen 1952 bildades ett antal "storkommuner" i området: Frötuna (av de tidigare kommunerna Frötuna och Rådmansö), Häverö (av Edebo, Häverö, Singö och Ununge), Knutby (av Bladåker, Edsbro, Faringe och Knutby), Lyhundra (av Estuna, Lohärad, Malsta, Roslags-Bro, Söderby-Karl och Vätö), Roslags-Länna (av  Länna, Riala och Roslags-Kulla), Sjuhundra (av Fasterna, Husby-Lyhundra, Rimbo, Rö och Skederid), Skepptuna (av Gottröra landskommun, Husby-Långhundra, Lunda, Närtuna, Skepptuna och Vidbo) samt  Väddö (av Björkö-Arholma och Väddö). Blidö landskommun samt Norrtälje stad förblev opåverkade.
Rimbo landskommun återbildades 1967 av Sjuhundra landskommun samt delar ur Skepptuna landskommun (Gottröra och Närtuna församlingar). Samtidigt överfördes Roslags-Kulla församling från Roslags-Länna landskommun till Österåkers landskommun.
Norrtälje kommun bildades vid kommunreformen 1971 av Norrtälje stad och landskommunerna Blidö, Frötuna, Häverö, Lyhundra, Rimbo, Roslags-Länna, Väddö samt en del ur Knutby landskommun (Edsbro församling).
| Tabell över kommunsammanslagningarna efter 1863 | Tabell över kommunsammanslagningarna efter 1863 | Tabell över kommunsammanslagningarna efter 1863 | Tabell över kommunsammanslagningarna efter 1863 | Tabell över kommunsammanslagningarna efter 1863 | Tabell över kommunsammanslagningarna efter 1863 | Tabell över kommunsammanslagningarna efter 1863 | Tabell över kommunsammanslagningarna efter 1863 |
| --- | ----------------------------------------------- | ----------------------------------------------- | ----------------------------------------------- | ----------------------------------------------- | ----------------------------------------------- | ----------------------------------------------- | ----------------------------------------------- |
| Tabellen nedan visar kommunsammanslagningarna till nuvarande Norrtälje kommun från 1863 och framåt. De mörkgråa landskommunerna var de delar av storkommunerna som gick till andra kommuner än Norrtälje. * Indikerar att administrativt område även hade markområden utanför kommunens moderna gränser |                                                 |                                                 |                                                 |                                                 |                                                 |                                                 |                                                 |
| Kommunsammanslagningarna till Norrtälje kommun |                                                 |                                                 |                                                 |                                                 |                                                 |                                                 |                                                 |
| Innan reformerna | Innan reformerna                                | Efter reformen 1862                             | Efter reformen 1862                             | 1952                                            | 1952                                            | 1971                                            | 1971                                            |
| -1862 | -1862                                           | 1863-1951                                       | 1863-1951                                       | 1952-1966                                       | 1967-1970                                       | 1971-Idag                                       | 1971-Idag                                       |
| Härad och skeppslag | Socken och stad                                 | Landskommun                                     | Landskommun                                     | Storkommun                                      | Storkommun                                      | Enhetskommun                                    | Enhetskommun                                    |
| – | Norrtälje stad                                  | Norrtälje stad                                  | Norrtälje stad                                  | Norrtälje stad                                  | Norrtälje stad                                  | Norrtälje kommun                                | Norrtälje kommun                                |
| Frötuna och Länna | Frötuna sn                                      |                                                 |                                                 | Frötuna                                         | Frötuna                                         | Norrtälje kommun                                | Norrtälje kommun                                |
| Frötuna och Länna | Rådmansö sn                                     | Rådmansö ln                                     | Rådmansö ln                                     | Frötuna                                         | Frötuna                                         | Norrtälje kommun                                | Norrtälje kommun                                |
| Frötuna och Länna | Blidö sn                                        | Blidö ln                                        | Blidö ln                                        | Blidö ln                                        | Blidö ln                                        | Norrtälje kommun                                | Norrtälje kommun                                |
| Frötuna och Länna | Länna sn                                        | Länna ln                                        | Länna ln                                        | Roslags-Länna*                                  | Roslags-Länna*                                  | Norrtälje kommun                                | Norrtälje kommun                                |
| Åkers skeppslag | Riala sn                                        | Riala ln                                        | Riala ln                                        | Roslags-Länna*                                  | Roslags-Länna*                                  | Norrtälje kommun                                | Norrtälje kommun                                |
| Långhundra* | Gottröra sn                                     | Gottröra ln                                     | Gottröra ln                                     | Skepptuna*                                      | Rimbo                                           | Norrtälje kommun                                | Norrtälje kommun                                |
| Långhundra* | Närtuna sn                                      | Närtuna ln                                      | Närtuna ln                                      | Skepptuna*                                      | Rimbo                                           | Norrtälje kommun                                | Norrtälje kommun                                |
| Sjuhundra | Fasterna sn                                     | Fasterna ln                                     | Fasterna ln                                     | Sjuhundra                                       | Rimbo                                           | Norrtälje kommun                                | Norrtälje kommun                                |
| Sjuhundra | Rimbo sn                                        | Rimbo ln                                        | Rimbo ln                                        | Sjuhundra                                       | Rimbo                                           | Norrtälje kommun                                | Norrtälje kommun                                |
| Sjuhundra | Rö sn                                           | Rö ln                                           | Rö ln                                           | Sjuhundra                                       | Rimbo                                           | Norrtälje kommun                                | Norrtälje kommun                                |
| Sjuhundra | Skederid sn                                     | Skederid ln                                     | Skederid ln                                     | Sjuhundra                                       | Rimbo                                           | Norrtälje kommun                                | Norrtälje kommun                                |
| Lyhundra | Husby-Lyhundra sn                               | Husby-Lyhundra ln                               | Husby-Lyhundra ln                               | Sjuhundra                                       | Rimbo                                           | Norrtälje kommun                                | Norrtälje kommun                                |
| Lyhundra | Estuna sn                                       | Estuna ln                                       | Estuna ln                                       | Lyhundra                                        | Lyhundra                                        | Norrtälje kommun                                | Norrtälje kommun                                |
| Lyhundra | Lohärad sn                                      | Lohärad ln                                      | Lohärad ln                                      | Lyhundra                                        | Lyhundra                                        | Norrtälje kommun                                | Norrtälje kommun                                |
| Lyhundra | Malsta sn                                       | Malsta ln                                       | Malsta ln                                       | Lyhundra                                        | Lyhundra                                        | Norrtälje kommun                                | Norrtälje kommun                                |
| Lyhundra | Söderby-Karl sn                                 | Söderby-Karl ln                                 | Söderby-Karl ln                                 | Lyhundra                                        | Lyhundra                                        | Norrtälje kommun                                | Norrtälje kommun                                |
| Bro och Vätö | Roslags-Bro sn                                  | Roslags-Bro ln                                  | Roslags-Bro ln                                  | Lyhundra                                        | Lyhundra                                        | Norrtälje kommun                                | Norrtälje kommun                                |
| Bro och Vätö | Vätö sn                                         | Vätö ln                                         | Vätö ln                                         | Lyhundra                                        | Lyhundra                                        | Norrtälje kommun                                | Norrtälje kommun                                |
| Bro och Vätö | Björkö-Arholma sn                               | Björkö-Arholma ln                               | Björkö-Arholma ln                               | Väddö                                           | Väddö                                           | Norrtälje kommun                                | Norrtälje kommun                                |
| Väddö och Häverö | Väddö sn                                        |                                                 |                                                 | Väddö                                           | Väddö                                           | Norrtälje kommun                                | Norrtälje kommun                                |
| Väddö och Häverö | Singö sn                                        | Singö ln                                        | Singö ln                                        | Häverö                                          | Häverö                                          | Norrtälje kommun                                | Norrtälje kommun                                |
| Väddö och Häverö | Häverö sn                                       |                                                 |                                                 | Häverö                                          | Häverö                                          | Norrtälje kommun                                | Norrtälje kommun                                |
| Frösåkers* | Edebo sn                                        | Edebo ln                                        | Edebo ln                                        | Häverö                                          | Häverö                                          | Norrtälje kommun                                | Norrtälje kommun                                |
| Närdinghundra* | Ununge sn                                       | Ununge ln                                       | Ununge ln                                       | Häverö                                          | Häverö                                          | Norrtälje kommun                                | Norrtälje kommun                                |
| Närdinghundra* | Edsbro sn                                       | Edsbro ln                                       | Edsbro ln                                       | Knutby*                                         | Knutby*                                         | Norrtälje kommun                                | Norrtälje kommun                                |

Sedan 1 januari 2005 inkluderas kommunen formellt i Stor-Stockholm.
Kommunen ingår sedan bildandet i Norrtälje tingsrätts domsaga.
Kommunen ingår sedan 2012 i Förvaltningsområdet för finska.
Från och med 2016 bedrivs all omsorg för äldre och dem med funktionshinder i Norrtälje av Kommunalförbundet Sjukvård och omsorg i Norrtälje, där Norrtälje kommun är medlem tillsammans med Region Stockholm.

## Geografi
Norrtälje är den till ytan största kommunen i Stockholms län och är belägen i de östra delarna av landskapet Uppland. Kommunen har Ålands hav i öster, där Norrtäljeån utmynnar från väster. I söder gränsar Norrtälje kommun till Österåkers kommun och Vallentuna kommun och i sydväst till Sigtuna kommun, alla i Stockholms län. I väster gränsar kommunen till Knivsta kommun, Uppsala kommun och Östhammars kommun i Uppsala län. På ön Märket i Ålands hav har kommunen landgräns till Hammarlands kommun i Landskapet Åland i Finland.

### Topografi och hydrografi

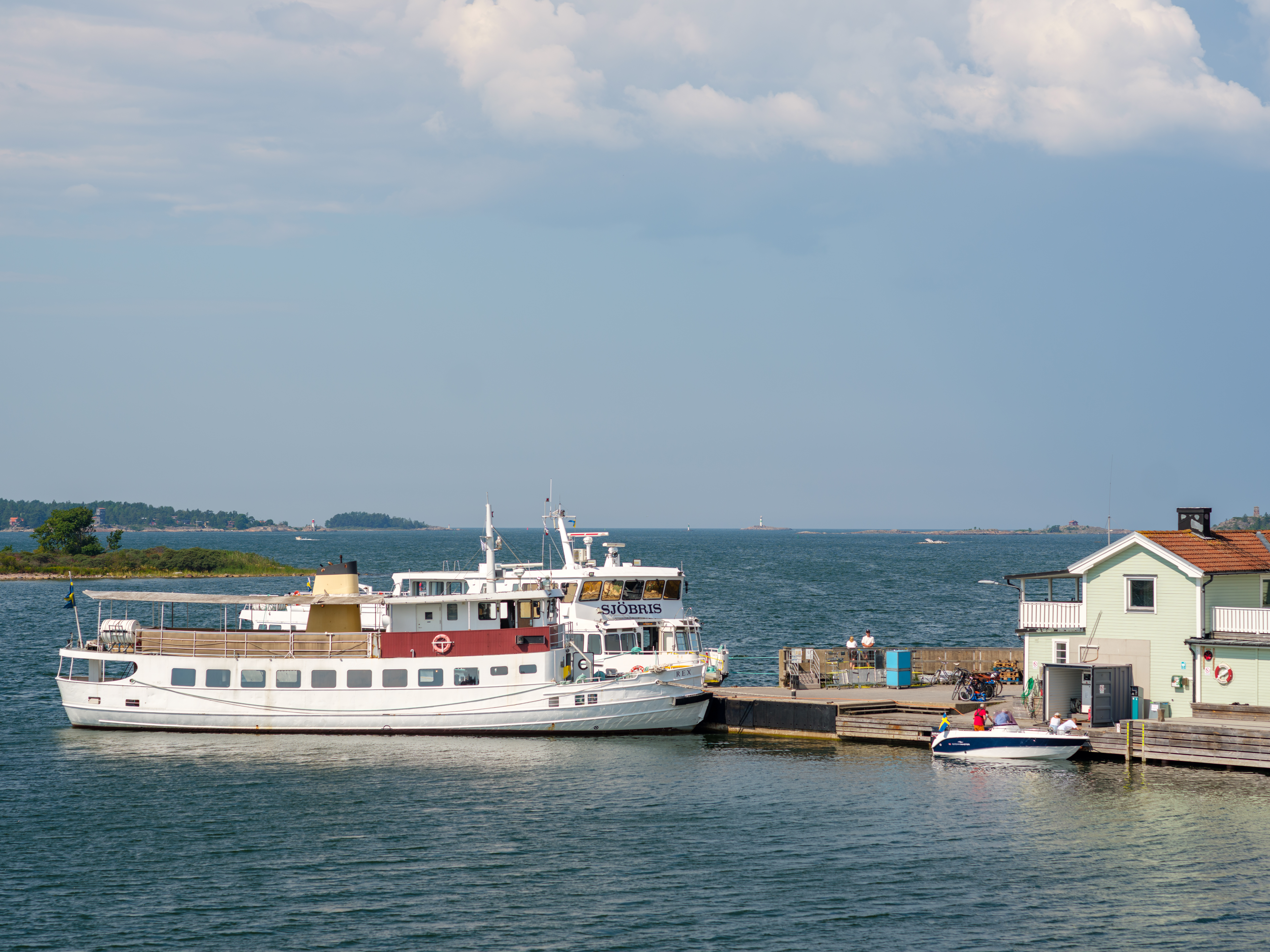
Skärgårdsfartygen Rex och Sjöbris vid ön Arholmas brygga i skärgården med Väddö (Väddö) i bakgrunden..

Området som utgör kommunen har en  uppsprucken berggrund bestående av gnejser, graniter och leptiter. Denna täcks delvis av morän, som framför allt i de nordöstra delarna är ler- och kalkhaltig. Detta har medfört en  artrik flora och goda odlingsmarker. Sprickdalarna är smala och huvudsakligen täckta av lerjordar vilka genomdras av åar och sjöar eller täcks av vikar och fjärdar. Barrskog och barrblandskog dominerar i västra Norrtälje men mot kusten övergår skogen i lövskog. Innerskärgården är lummig innerskärgård med andra delar av skärgården uppvisar karga skär så som vid Norrpada och Svenska Högarna i ytterskärgården.
Norrtälje kommun och Värmdö kommun har flest antal öar av alla kommuner i Sverige, med cirka 11 000 (varav 10 500 är havsöar) stycken vardera. År 2018 bodde cirka 1 300 av kommunens invånare på 25 av kommunens skärgårdöar, varav 15 av öarna hade en befolkningen på under 10 personer. De öar i kommunen med störst befolkning är Väddö med 3 000 invånare, Vätö med cirka 1 250 invånare och Blidö med cirka 600 invånare. 
Bland större sjöar hittas Erken.
Nedan presenteras andelen av den totala ytan 2020 i kommunen jämfört med riket.
|  | Bebyggelse (8,3 %) |

|  | Skog (63,6 %) |

|  | Öppen myrmark (1,7 %) |

|  | Jordbruksmark (13,7 %) |

|  | Övrig mark (12,7 %) |

|  | Bebyggelse (3,1 %) |

|  | Skog (68,0 %) |

|  | Öppen myrmark (7,2 %) |

|  | Jordbruksmark (7,4 %) |

|  | Övrig mark (14,3 %) |

### Naturskydd
I kommunen finns en nationalpark, Ängsö nationalpark. Området skyddades 1909 och består av skärgård, ängs- och hagmarker samt blandskog.
År 2022 fanns 117 naturreservat i Norrtälje kommun, varav åtta var kommunala. I ytterskärgården finns Norrpada naturreservat som bildades 1975. Länsstyrelsen i Stockholms län skriver att "Karaktäristiskt för öarna är de vackert glacialslipade hällarna med tydliga isräfflor". Lohärads prästgård bildades 2022 och omfattar 15 hektar ängs- och betesmark, ekhage och lövskog. I området finns arter så som större brunfladdermus, kattuggla, gröngöling, göktyta, gransångare och kärrsångare.

### Administrativ indelning
Fram till 2016 var kommunen för befolkningsrapportering indelad i 18 församlingar.
| De 18 församlingarna i Norrtälje kommun |
| --- |
| - Blidö - Edsbro-Ununge - Estuna - Fasterna - Frötuna - Gottröra - Husby, Skederid och Rö - Häverö-Edebo-Singö - Lohärads - Länna - Norrtälje-Malsta - Närtuna - Riala - Rimbo - Roslagsbro-Vätö - Rådmansö - Väddö och Björkö-Arholma |

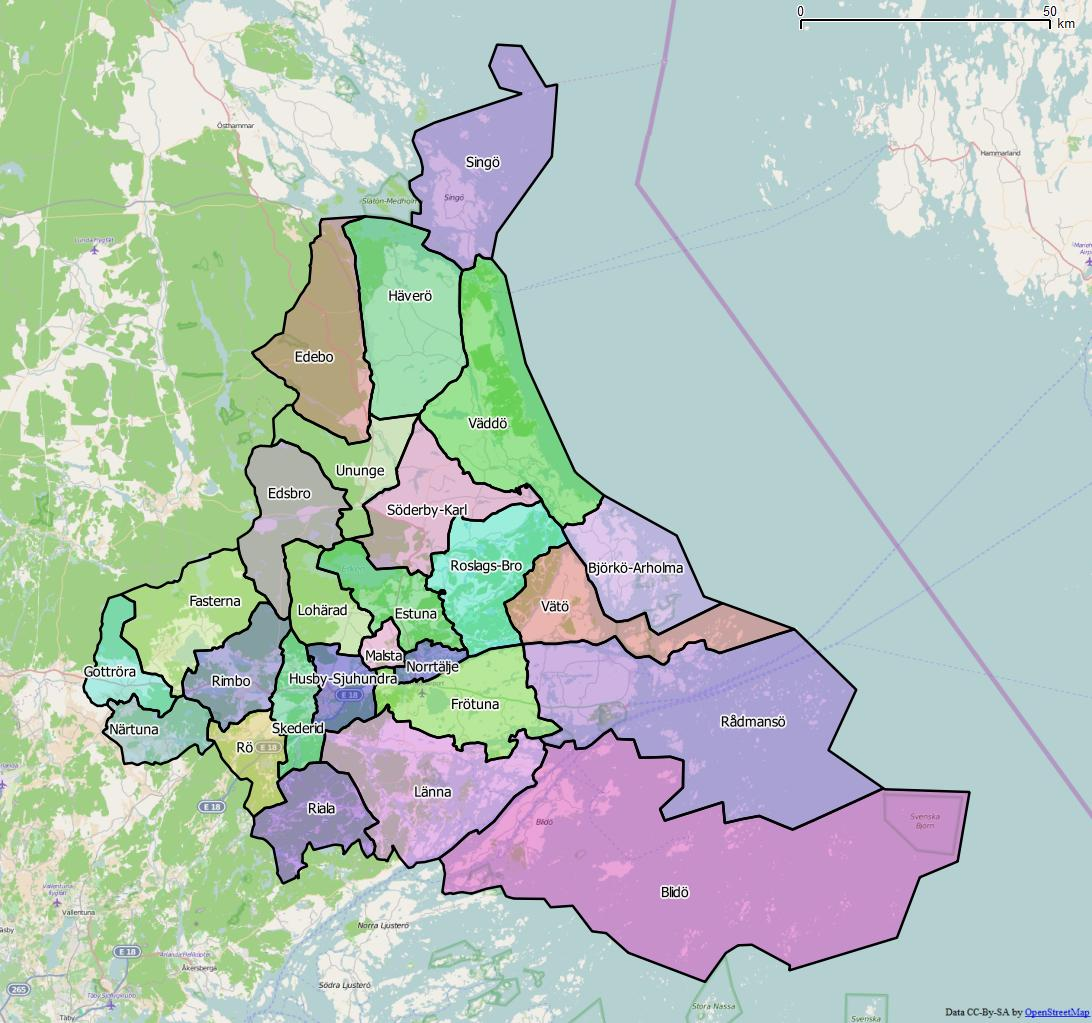
Distrikt inom Norrtälje kommun

Från 2016 indelas kommunen istället i 26 distrikt:
| De 26 distrikten i Norrtälje kommun |
| --- |
| - Björkö-Arholma - Blidö - Edebo - Edsbro - Estuna - Fasterna - Frötuna - Gottröra - Husby-Sjuhundra - Häverö - Lohärad - Länna - Malsta - Norrtälje - Närtuna - Riala - Rimbo - Roslags-Bro - Rådmansö - Rö - Singö - Skederid - Söderby-Karl - Ununge - Väddö - Vätö |

### Tätorter
År 2021 bodde 66,4 procent av kommunens invånare i någon av kommunens tätorter, vilket var lägre än motsvarande siffra för riket där genomsnittet var 87,6 procent. Vid Statistiska centralbyråns tätortsavgränsning 2020 fanns det 27 tätorter i Norrtälje kommun.
Enligt Norrtälje kommun är befolkningen i tätorterna i december 2022 följande:
| Nr                          | Tätort              | Folkmängd |
| --------------------------- | ------------------- | --------- |
| 1                           | Norrtälje           | 23 148    |
| 2                           | Rimbo               | 5 251     |
| 3                           | Hallstavik          | 4 666     |
| 4                           | Älmsta              | 1 539     |
| 5                           | Hästängen           | 749       |
| 6                           | Bergshamra          | 664       |
| 7                           | Gräddö              | 632       |
| 8                           | Edsbro              | 585       |
| 9                           | Svanberga           | 580       |
| 10                          | Spillersboda        | 499       |
| 11                          | Södersvik           | 453       |
| 12                          | Rånäs               | 443       |
| 13                          | Grisslehamn         | 389       |
| 14                          | Riala               | 368       |
| 15                          | Sättra              | 339       |
| 16                          | Björnö och Björknäs | 338       |
| 17                          | Herräng             | 324       |
| 18                          | Tranvik             | 318       |
| 19                          | Söderby-Karl        | 309       |
| 20                          | Blidö               | 289       |
| 21                          | Nysättra            | 282       |
| 22                          | Finsta              | 235       |
| 23                          | Hysingsvik          | 230       |
| 24                          | Malsta              | 229       |
| 25                          | Skebobruk           | 225       |
| 26                          | Oxhalsö             | 223       |
| 27                          | Husby-Sjuhundra     | 212       |
| Centralorten är i fet stil. |                     |           |

| Karta |
| ----- |
|       |

## Styre och politik

### Styre
Sedan Norrtälje kommun bildades 1971 har kommunen politiskt dominerats av Centerpartiet. Totalt har Centerpartiet i Norrtälje kommun varit vid makten i 44 år, varav 20 år som det parti som haft posten som kommunstyrelsens ordförande (KSO).  
Mellan valen 1998 och 2014 styrde de borgerliga partierna i Alliansen oavbrutet i majoritet. Efter valet 2014 stod det klart att inget av det traditionella vänster- eller högerblocket fått egen majoritet i kommunfullmäktige. Därav bildades en mittenkoalition bestående av Socialdemokraterna, Centerpartiet och Miljöpartiet. För första gången på 20 år lyckades Socialdemokraterna bilda ett styre i kommunen. Den nya koalitionen samlade totalt 30 av 61 mandat och styrde i minoritet.  Efter att Socialdemokraterna gjort sitt sämsta kommunval i kommunens historia 2018 sprack mittenkoalitionen. Centerpartiet återgick till det borgerliga blocket och bildade en minoritetskoalition vid namn "Allians för Norrtälje", som höll fram till valet 2022. Alliansen styrde i minoritet med 27 av 61 mandat.
Efter valet 2022 bildades en ny styrande koalition bestående av Moderaterna, Sverigedemokraterna, Liberalerna och Kristdemokraterna som hade 34 av 61 mandat i fullmäktige. Den nya koalitionen enades kring en politisk plattform vid namn Norrtälje-avtalet. Under kommunfullmäktiges sammanträde den 24 oktober 2022 uppstod den så kallade ”lönechocken”. Högerstyret beslutade att politikerarvoden skulle höjas kraftigt. Samtliga partier i dåvarande opposition (S, C, V & MP) reserverade sig mot beslutet. Nyheten spred sig snabbt i Sverige och utomlands och möttes av kraftig kritik från oppositionen och medborgare i kommunen. Några månader in i 2023 meddelade Bino Drummond sin avgång som KSO. Därav uppstod ett maktvakuum inom det lokala moderata partiet som under hösten 2023 fylldes av moderaten Ann-Charlotte Lindblad Söderman som ny KSO.
Under EU-valrörelsen 2024 presenterade Kalla fakta ett reportage om Sverigedemokraternas trollfabriker. Efter denna nyhet bestämde den lokala Liberala partiföreningen i Norrtälje kommun att avbryta sitt medverkande i styret med M, SD och KD. Detta innebar att styret med M, SD, L och KD föll. Liberalerna bestämde sig i stället för att ingå i en ny styrande koalition tillsammans med Socialdemokraterna, Centerpartiet och Miljöpartiet vid namn "Mittenstyret" med Trästa-avtalet som politisk plattform.
Mittenstyret har ett samarbetsavtal med Vänsterpartiet. Tillsammans samlar Mittenstyret 28 av 61 mandat i kommunfullmäktige. Återigen blev socialdemokraten Ulrika Falk vald till KSO. Detta var första gången i Norrtälje kommuns historia som det skedde ett maktskifte under en pågående mandatperiod. 
| 1970–1973 | C | L  | M  |    |
| 1973–1976 | C | M  | L  | KD |
| 1976–1979 | C | M  | L  |    |
| 1979–1982 | C | M  | L  | KD |
| 1982–1985 | C | M  | L  |    |
| 1985–1988 | C | M  | L  |    |
| 1988–1991 | S |    |    |    |
| 1991–1994 | C | M  | L  | KD |
| 1994–1998 | S |    |    |    |
| 1998–2002 | M | C  | KD | L  |
| 2002–2006 | M | C  | L  | KD |
| 2006–2010 | M | C  | L  | KD |
| 2010–2014 | M | C  | L  | KD |
| 2014–2018 | S | C  | MP |    |
| 2018–2022 | M | C  | L  | KD |
| 2022–2024 | M | SD | L  | KD |
| 2024–Idag | S | C  | L  | MP |

### Kommunalråd
I kommunen finns det fyra stycken kommunalråd och två oppositionsråd.
| Kommunalråd 2022–2026 | Kommunalråd 2022–2026 |
| --------------------- | --------------------- |
| S                     | Ulrika Falk           |
| S                     | Olle Jansson          |
| C                     | Per Lodenius          |
| L                     | Robert Beronius       |
| Oppositionsråd        |                       |
| M                     | Staffan Tjörnhammar   |
| SD                    | Andrea Kronvall       |

### Kommunfullmäktige
Kommunfullmäktige består av 61 ledamöter samt 33 ersättare.

#### Presidium
| Presidium 2022–2026 | Presidium 2022–2026 | Presidium 2022–2026 |
| ------------------- | ------------------- | ------------------- |
| Ordförande          | L                   | Åsa Wennerfors      |
| 1:e vice ordförande | S                   | Lenneke Sundblom    |
| 2:e vice ordförande | SD                  | Sören Karlsson      |

#### Mandatfördelning 1970–2022
Socialdemokraterna har i samtliga val till kommunfullmäktige, med undantag för 2010, varit kommunens största politiska parti. I modern historia har maktförhållandena inom borgerligheten i Norrtälje kommun skiftat. Det största borgerliga partiet sedan kommunvalet 1998 är Moderaterna.

Under perioden 1998–2014 blev Moderaterna ett allt större parti i kommunen och uppnådde partiets bästa resultat till kommunfullmäktige 2010 där de fick 20 av 61 mandat och gick om Socialdemokraterna som störst parti i fullmäktige.  Det var första och hittills enda gången i ett val till kommunfullmäktige som ett annat parti än Socialdemokraterna blev det största. 
|  | 24 |  | 15 | 8 | 6 |

| 51 |

|  | 23 |  | 16 | 5 |  | 8 |

| 46 | 11 |

|  | 25 | 17 | 5 | 8 |

| 37 | 20 |

|  | 24 |  | 14 | 5 |  | 10 |

| 34 | 23 |

|  | 25 |  | 14 | 3 | 12 |

| 35 | 22 |

|  | 25 |  | 11 | 6 | 12 |

| 36 | 21 |

|  | 25 | 3 |  | 11 | 6 | 9 |

| 34 | 23 |

|  | 20 |  |  |  | 13 | 5 |  | 11 |

| 35 | 22 |

| 3 | 27 | 3 | 13 | 3 | 12 |

| 33 | 28 |

| 4 | 22 | 3 | 12 | 3 | 4 | 13 |

| 33 | 28 |

| 3 | 24 | 3 | 10 | 7 | 3 | 11 |

| 33 | 28 |

| 3 | 21 | 3 | 8 | 5 | 3 | 18 |

| 33 | 28 |

|  | 18 | 5 |  | 7 | 5 |  | 20 |

| 33 | 28 |

| 3 | 20 | 4 | 6 |  | 6 | 3 |  | 16 |

| 31 | 30 |

| 3 | 16 | 3 | 10 |  | 6 | 5 |  | 14 |

| 35 | 26 |

| 3 | 18 |  | 12 | 4 | 4 |  | 16 |

| 35 | 26 |

### Nämnder

#### Kommunstyrelse
Kommunstyrelsen består av 16 ledamöter samt 16 ersättare.
Socialdemokraterna och Moderaterna har fyra ledamöter vardera, Sverigedemokraterna har tre och Centerpartiet, Miljöpartiet, Liberalerna, Vänsterpartiet och Kristdemokraterna har en vardera.
| Presidium 2022–2026 | Presidium 2022–2026 | Presidium 2022–2026 |
| ------------------- | ------------------- | ------------------- |
| Ordförande          | S                   | Ulrika Falk         |
| 1:e vice ordförande | S                   | Olle Jansson        |
| 2:e vice ordförande | M                   | Staffan Tjörnhammar |

#### Lista över kommunstyrelsens ordförande
Kommunen har haft nio kommunstyrelseordföranden sedan 1971: fyra moderater, tre socialdemokrater och två centerpartister.
| Namn och parti | Namn och parti                  | Period    |
| -------------- | ------------------------------- | --------- |
| C              | Lennart Ländin                  | 1971–1977 |
| C              | Kurt Lodenius                   | 1977–1988 |
| S              | Sten Westerlund                 | 1988–1990 |
| S              | Håkan Jonsson                   | 1990–1991 |
| C              | Kurt Lodenius                   | 1991–1994 |
| S              | Håkan Jonsson                   | 1994–1998 |
| M              | Christer Candal                 | 1998–2005 |
| M              | Kjell Jansson                   | 2005–2014 |
| S              | Ulrika Falk                     | 2014–2018 |
| M              | Bino Drummond                   | 2018–2023 |
| M              | Ann-Charlotte Lindblad Söderman | 2023–2024 |
| S              | Ulrika Falk                     | 2024–Idag |

Källa:

#### Övriga nämnder
Kommunen har sex nämnder: Barn- och skolnämnden, bygg- och miljönämnden, kultur- och fritidsnämnden, socialnämnden, utbildningsnämnden samt val- och demokratinämnden. Alla nämnder består av 12 ledamöter förutom val- och demokratinämnden som består av åtta.  
| Nämnd                      | Ordförande | Ordförande       | 1:e vice ordförande | 1:e vice ordförande  | 2:e vice ordförande | 2:e vice ordförande |
| -------------------------- | ---------- | ---------------- | ------------------- | -------------------- | ------------------- | ------------------- |
| Barn- och skolnämnden      | L          | Robert Beronius  | S                   | Margareta Lundgren   | M                   | Ann Lewerentz       |
| Bygg- och miljönämnden     | S          | Marcus Granström | C                   | Alexander Bejermyr   | M                   | Kjell Jansson       |
| Kultur- och fritidsnämnden | C          | Jacob Christman  | L                   | Nicklas Salmin       | SD                  | Dennis Ekström      |
| Socialnämnden              | MP         | Ingrid Landin    | S                   | Anette Ländin        | SD                  | Jacob Heitmann      |
| Utbildningsnämnden         | C          | Patrik Dahl      | S                   | Robin Andersson      | KD                  | Thomas Imeryd       |
| Val- och demokratinämnden  | S          | Conny Andersson  | MP                  | Anja Skogberg Lundin | M                   | Nils Matsson        |

Kommunalförbundet sjukvård och omsorg i Norrtälje styrs av en direktion med förtroendevalda från både regionen och kommunen. Direktionen består av totalt 16 ledamöter, åtta från respektive medlem. Ordföranden väljs av regionen medan vice ordförandena väljs av kommunen. 
| Kommunalförbund                                   | Ordförande | Ordförande         | 1:e vice ordförande | 1:e vice ordförande | 2:e vice ordförande | 2:e vice ordförande |
| ------------------------------------------------- | ---------- | ------------------ | ------------------- | ------------------- | ------------------- | ------------------- |
| Kommunalförbundet sjukvård och omsorg i Norrtälje | S          | Hanna Stymne Bratt | L                   | Hans Andersson      | M                   | Jörgen Jansson      |

### Valresultat 2022
| Parti | Parti                              | Röstfördelning | Röstfördelning | Röstfördelning | Mandatfördelning | Mandatfördelning |
| Parti | Parti                              | Antal          | %              | +/−            | Antal            | +/−              |
| ----- | ---------------------------------- | -------------- | -------------- | -------------- | ---------------- | ---------------- |
|       | Arbetarepartiet-Socialdemokraterna | 11 914         | 27,76          | +2,60          | 18               | +2               |
|       | Moderaterna                        | 10 780         | 25,11          | +2,21          | 16               | +2               |
|       | Sverigedemokraterna                | 8238           | 19,19          | +3,74          | 12               | +2               |
|       | Centerpartiet                      | 2972           | 6,92           | -3,59          | 4                | -2               |
|       | Liberalerna (tidigare Folkpartiet) | 2682           | 6,25           | -2,53          | 4                | -1               |
|       | Vänsterpartiet                     | 2211           | 5,15           | -0,26          | 3                | +/-0             |
|       | Kristdemokraterna                  | 1565           | 3,65           | +0,44          | 2                | +/-0             |
|       | Miljöpartiet de gröna              | 1361           | 3,17           | -0,90          | 2                | -1               |
|       | Roslagens oberoende parti          | 686            | 1,60           | -1,54          | 0                | -2               |
|       | Övriga partier                     | 515            | 1,20           | -0,16          | 0                | +/-0             |
|       | Totalt                             | 42 924         | 100,00         | +/-0           | 61               | +/-0             |

Källa: 
Partiers starkaste stöd i kommunvalet 2022:
| Parti                            | Valdistrikt            | Valdistrikt | Kommun  |
| Parti                            | Starkaste              | Andel       | Andel   |
| -------------------------------- | ---------------------- | ----------- | ------- |
| S                                | Hallsta Centrum        | 42,84 %     | 27,76 % |
| M                                | Norrtälje Hamn         | 42,54 %     | 25,11 % |
| SD                               | Gottröra - Närtuna     | 32,10 %     | 19,19 % |
| C                                | Söderby Karl           | 12,96 %     | 6,92 %  |
| L                                | Norrtälje - Kvisthamra | 10,41 %     | 6,25 %  |
| V                                | Norrtälje - Flygfältet | 8,90 %      | 5,15 %  |
| KD                               | Rimbo Ombygd           | 7,01 %      | 3,65 %  |
| MP                               | Norrtälje - Kvisthamra | 6,02 %      | 3,17 %  |
| ROP                              | Rimbo Östra            | 3,89 %      | 1,60 %  |
| Data hämtat från Valmyndigheten. |                        |             |         |

Exklusive uppsamlingsdistrikt. Partier som fått mer än en procent av rösterna redovisas.

## Ekonomi och infrastruktur

### Näringsliv
I början av 2020-talet fanns de flesta av kommunens arbetstillfällen inom den offentliga sektorn, med arbetsgivare som kommunen och Norrtälje kriminalvårdsanstalt. Näst efter den offentliga sektorn följde tillverkningsindustrin samt varuhandeln och restaurang- och hotellnäringen. Den största tillverkningsindustrin var pappersbruket Holmen Paper AB i Hallstavik. Andra större företag var Textilia Tvätt & Textilservice AB  och Contiga AB som sysslade med stål- och betongkonstruktioner.

### Infrastruktur

#### Transporter
I öst-västlig riktning genomkorsas kommunen av E18, från Norrtälje och norrut sträcker sig riksväg 76, västerut riksväg 77 och söderut länsväg 276. Vid Rimbo korsas riksväg 77 av länsväg 280 i nord-sydlig riktning. Den senare förbinds med riksväg 76 av länsväg 282. Från riksväg 76 avtar länsväg 283 av åt nordöst mot Grisslehamn. Från länsväg 276 avtar länsväg 278 åt öster mot Furusund. Från Kapellskär går färjetrafik med DFDS Seaways till Paldiski i Estland, Nådendal i Finland och Mariehamn på Åland.

## Befolkning

### Demografi

#### Befolkningsutveckling
Kommunen har 66 803 invånare (31 mars 2025), vilket placerar den på 36:e plats avseende folkmängd bland Sveriges kommuner.
| Befolkningsutvecklingen i Norrtälje kommun 1970–2020 | Befolkningsutvecklingen i Norrtälje kommun 1970–2020 | Befolkningsutvecklingen i Norrtälje kommun 1970–2020 | Befolkningsutvecklingen i Norrtälje kommun 1970–2020 | Befolkningsutvecklingen i Norrtälje kommun 1970–2020 |
| ---------------------------------------------------- | ---------------------------------------------------- | ---------------------------------------------------- | ---------------------------------------------------- | ---------------------------------------------------- |
|                                                      |                                                      |                                                      |                                                      |                                                      |
| År                                                   |                                                      |                                                      | Folkmängd                                            |                                                      |
| 1970                                                 | 1970                                                 |                                                      | 38 238                                               |                                                      |
| 1975                                                 | 1975                                                 |                                                      | 39 193                                               |                                                      |
| 1980                                                 | 1980                                                 |                                                      | 40 842                                               |                                                      |
| 1985                                                 | 1985                                                 |                                                      | 42 204                                               |                                                      |
| 1990                                                 | 1990                                                 |                                                      | 46 165                                               |                                                      |
| 1995                                                 | 1995                                                 |                                                      | 50 295                                               |                                                      |
| 2000                                                 | 2000                                                 |                                                      | 52 611                                               |                                                      |
| 2005                                                 | 2005                                                 |                                                      | 54 596                                               |                                                      |
| 2010                                                 | 2010                                                 |                                                      | 56 080                                               |                                                      |
| 2015                                                 | 2015                                                 |                                                      | 58 669                                               |                                                      |
| 2020                                                 | 2020                                                 |                                                      | 63 673                                               |                                                      |

#### Utländsk bakgrund
Den 31 december 2023 utgjorde antalet invånare med utländsk bakgrund (utrikes födda personer samt inrikes födda med två utrikes födda föräldrar) 11 446, eller 17,40 % av befolkningen (hela befolkningen: 65 770 den 31 december 2023). Den 31 december 2002 utgjorde antalet invånare med utländsk bakgrund enligt samma definition 5 606, eller 10,44 % av befolkningen (hela befolkningen: 53 702 den 31 december 2002).

#### Invånare efter de vanligaste födelseländerna
Följande länder är de 15 vanligaste födelseländerna för befolkningen i Norrtälje kommun år 2024.
| Nr | Födelseland    | Antal  | Andel (%) | Andel i hela riket |
| -- | -------------- | ------ | --------- | ------------------ |
| 1  | Sverige        | 57 287 | 86,04     | 79,22              |
| 2  | Finland        | 1 691  | 2,54      | 1,19               |
| 3  | Polen          | 499    | 0,75      | 0,95               |
| 4  | Syrien         | 413    | 0,62      | 1,85               |
| 5  | Thailand       | 363    | 0,55      | 0,43               |
| 6  | Irak           | 332    | 0,50      | 1,35               |
| 7  | Afghanistan    | 321    | 0,48      | 0,64               |
| 8  | Ukraina        | 283    | 0,43      | 0,39               |
| 9  | Tyskland       | 263    | 0,39      | 0,55               |
| 10 | Chile          | 237    | 0,36      | 0,26               |
| 11 | Lettland       | 227    | 0,34      | 0,11               |
| 12 | Iran           | 222    | 0,33      | 0,82               |
| 13 | Eritrea        | 215    | 0,32      | 0,47               |
| 14 | Storbritannien | 187    | 0,28      | 0,31               |
| 15 | Litauen        | 185    | 0,28      | 0,17               |

#### Minoriteter
Sedan 2012 ingår Norrtälje kommun i det Förvaltningsområdet för finska. Enligt uppgifter från 2022 hade cirka 12 procent av kommunens invånare finsk bakgrund. Detta kan härledas till den finska arbetskraftsinvandringen under åren 1965–1980.

## Kultur

### Museum
År 2022 fanns åtta museer i Norrtälje kommun. Bland dessa hittas exempelvis Roslagsmuseet som inkluderar Gevärsfaktoriet, Zettersténska gården, Hjertqvistska huset och de resterande delarna av parken som omgärdar dessa hus. Pythagoras industrimuseum visar den nu nedlagda tändkulemotorfabriken Pythagoras och hur maskiner, människor och världen såg ut under tidigt 1900-tal. Ett annat exempel är Roslagens Sjöfartsmuseum som uppger sig vara Sveriges största privata sjöfartsmuseum.

### Kulturarv
År 2022 fanns 25 områden som Riksantikvarieämbetet pekat ut som riksintresseområden för kulturmiljövården. Bland dessa hittas exempelvis skärgårdsmiljö Arholma, farleds- och kommunikationsmiljön Väddö kanal, landsbygdsmiljön Roslagsbro, herrgårds- och slottsmiljön Näs samt industrimiljön Hallstavik.
Andra kulturarv är exempelvis Mörby slottsruin med anor från 1300-talet. Slottet tillhörde ätten Oxenstierna under 250 år men har idag förfallit till en ruin. Penningby slott uppfördes strax efter 1466 och användes ursprungligen som försvarsborg. Ombyggnaden till slott stod klar på i början på 1730-talet.
Norrtäljes kanske viktigaste symboler är ångbåten S/S Norrtelje.

### Kommunvapen
Blasonering: I fält av silver ett störtat, svart ankare.
Norrtäljes kommunvapen är övertaget från den namngivande enheten, Norrtälje stad, och föreskrevs i dess privilegiebrev från 1622. Varför ankaret är placerat som det är råder det delade meningar om. Bl.a. spekuleras det i att detta skulle symbolisera en stad på väg eftersom det kan vara symbolen för ett skepp i rörelse. Vapnet fastställdes för staden 1942 och registrerades av kommunen 1974. Av de i kommunen ingående tidigare enheterna hade även Häverö landskommun och Rimbo landskommun vapen.

Sjuhundra landskommun (1959–1966) Rimbo landskommun (1967–1970)
Häverö landskommun (1962–1970)